# Wilhelm Wostry
Wilhelm Wostry (* 14. August 1877 in Saaz, Österreich-Ungarn als Wilhelm Engelbert Wostrý; † 8. April 1951 in Helfta) war ein böhmischer Historiker der Deutschen Universität Prag.

## Leben
Wostry wurde 1877 in Saaz als Sohn der Eheleute Engelbert Wostry und Aloisia Kaiser geboren. Sein Vater war Stadtsekretär in Saaz und der Cousin des Saazer Bürgermeisters Karl Wostry. Wostry besuchte die Lateinschule in Saaz und studierte ab dem Wintersemester 1896/97 Geographie und Geschichte an der Deutschen Karls-Universität in Prag, wo er dem Universitäts-Gesang-Verein „Liedertafel der deutschen Studenten in Prag“ beitrat.
Er wurde am 12. Juli 1904 mit einer Dissertation über „Albrecht II. (1437–1439) als deutsch-böhmischer und ungarischer König“ bei Anton Marty zum Dr. phil. promoviert. Danach arbeitete er bis 1914 als Bibliothekar in k. k. Universitätsbibliothek in Prag. Wostry heiratete 1905 Friede Danzer, Tochter des Hopfenhändlers Leonard Danzer aus Prameny (deutsch Sangerberg) in der Nähe von Mariánské Lázně (Marienbad). Im Jahre 1908 durchlief er am Institut für Österreichische Geschichtsforschung eine Ausbildung zum Archivar. 1912 habilitierte er sich für österreichische Reichsgeschichte. Wostrys hauptsächliches Forschungsinteresse war die böhmische Geschichte und die Geschichte der Deutschen in Böhmen im ausgehenden Mittelalter und in der frühen Neuzeit. Bei seiner Teilnahme am Ersten Weltkrieg geriet er in eine sechsjährige russische Gefangenschaft und kehrte 1920 aus Sibirien zurück. 1922 wurde Wostry zum außerordentlichen Professor am neuen Lehrstuhl für tschechoslowakische Geschichte der Deutschen Karls-Universität berufen, fünf Jahre später als Ordinarius. Von 1933 bis 1935 amtierte er als Dekan und Prodekan seiner Fakultät. Wostry betreute und begutachtete während seiner Tätigkeit 145 Dissertationen.
Als ihm 1937 eine Festschrift gewidmet wurde, nahm er die führende Position unter den deutschböhmischen Historikern ein, da er seit 1922 die Redaktion der Mitteilungen des Vereins für Geschichte der Deutschen in Böhmen übernommen hatte und seit 1925 oder 1927 in dessen Vorstand saß. Ebenfalls 1937 wurde er zum Schriftleiter der Zeitschrift für sudetendeutsche Geschichte ernannt. Er war außerdem Obmann in der Deutschen Gesellschaft der Wissenschaften und Künste für die Tschechoslowakische Republik, außerordentliches Mitglied der Königlich böhmischen Gesellschaft der Wissenschaften, sowie ab 1939 korrespondierendes Mitglied der Akademie der Wissenschaften zu Göttingen und ab 1942 der Bayerischen Akademie der Wissenschaften.
In die Sudetendeutsche Partei trat Wostry im April 1938 ein, in die NSDAP ein Jahr später. Für sein Verhalten während der Sudetenkrise wurde er, wie eine Million anderer Deutscher, mit der Medaille zur Erinnerung an den 1. Oktober 1938 ausgezeichnet. Er war Mitglied im NS-Dozentenbund, im NS-Reichskriegerbund und im Reichskolonialbund.
Wostry arbeitete in der Reinhard-Heydrich-Stiftung und in der NS-völkischen Sudetendeutschen Anstalt für Landes- und Volksforschung in Reichenberg, in der er die Kommission für Geschichte leitete. In der Stiftung F. V. S. war er Vorsitzender des Kuratoriums zur Vergabe des Joseph-Freiherr-von-Eichendorff-Preises. Im Jahr 1942 erhielt er die „Ackermannmedaille für kämpfende Wissenschaft“, musste sich aber in den nächsten Jahren krankheitsbedingt in seiner Arbeit zurückhalten.
Nach der Vertreibung aus Saaz ließ sich Wostry im sachsen-anhaltischen Helfta nieder, wo er auch verstarb. Er galt als ein Anhänger des Konzepts des Deutsch-Tschechischen-Ausgleichs.

## Zitate
„Wenn ich Sie heute vor mir sehe, meine Kommilitonen, so sehe ich in Ihnen dasselbe Glühen und eben den Eifer, den wir als Studenten in der Monarchie zeigten, um unser Heiligstes zu schützen, stets bereit, für es einzutreten und es nimmermehr preiszugeben: unser Volkstum, unser deutsches Volkstum! Mögen wir auch heute vom Reiche wider alles Recht getrennt sein, mögen wir uns sehnen nach der Vereinigung  mit denen, die wie wir deutschen Blutes sind – wir wissen, Sie wissen, einmal kommt der Tag, wo alle Deutschen in einem einigen, großen Deutschen Reiche zusammenstehen werden und wo der Ruf ‚Von der Maas bis an die Memel, von der Etsch bis an den Belt‘ endlich, endlich Wahrheit wird! Und an diesem Tage wird man sagen: Der Prager Student, die Prager Korporationen haben ihr Deutschtum nicht nur bewahrt, sie haben dafür gekämpft und gelitten wie kaum ein anderer!“

## Schriften
- Das Kolonisationsproblem – eine Überprüfung der Theorien über die Herkunft der Deutschen in Böhmen. Verein für Geschichte der Deutschen in Böhmen, 1922.
- Germania, Teutonia, Alemannia, Bohemia. Abhandlungen der Deutschen Akademie der Wissenschaften in Prag, 1943.
- Aufsätze in: Das Böhmen- und Mähren-Buch. Volkskampf und Reichsraum. Volk-und-Reich-Verlag, 1943.
- Saaz zur Zeit des Ackermanndichters. Mit einem Nachwort von Rudolf Schreiber. Lerche, München 1951.